# آبشار وست آو فیفتی لاور
آبشار وست آو فیفتی لاور (به انگلیسی: West of Fifty Lower Falls) آبشاری است که در همیلتون (انتاریو)، کانادا واقع شده و ارتفاع کلی ریزشگاه آن ۵٫۵ متر (۱۸ فوت) است.